# إدواردو راموس إزكويردو

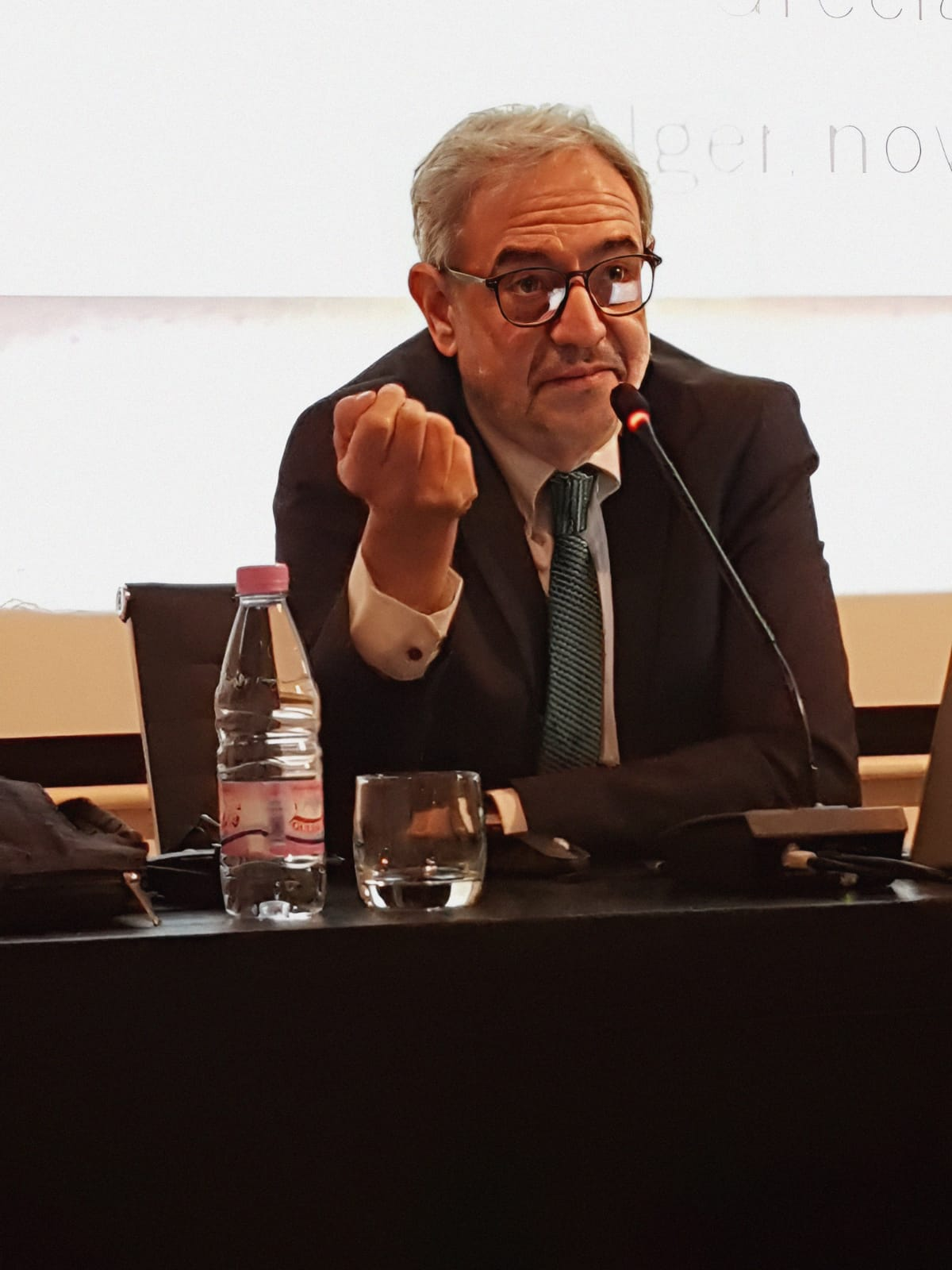
إدواردو راموس إزكويردو في الجزائر العاصمة عام 2018

إدواردو راموس إزكويردو شاعر وكاتب وباحث مكسيكي، ولد في مكسيكو سيتي عام 1951.

## سيرة شخصية
خلال مراهقته، قام راموس إيزكييردو بدراسات موسيقية. في عام 1969، انضم إلى جامعة الأم لدراسة الرياضيات. بعد الانتهاء من دراسته، تحوَّل اهتمامه في عام 1975 نحو الأدب والفلسفة. في عام 1977، غادر راموس إيزكييردو إلى أوروبا لمواصلة دراسته. بعد الحصول على الدكتوراه، استقر نهائيًا في باريس بين عامي 1981 و 1982، نشر مجموعتيه الأوليين من الشعر. وفيما بعد، اتجه إدواردو راموس إيزكييردو أيضًا نحو الخيال بنشر مجموعات متعددة من القصص ورواية قصيرة في العقد 2000.
إلى جانب عمله الأدبي، قام راموس إزكويردو أيضًا بالتدريس في جامعات مختلفة في المكسيك وفرنسا. وفي فرنسا، شغل منصب رئيس قسم أدب أمريكا اللاتينية في جامعة ليموج من عام 2004 إلى عام 2008، وفي جامعة السوربون من عام 2008 إلى عام 2020. قام بتأليف العديد من المقالات العلمية، وقام بتحرير مجلة Les Ateliers du SAL من عام 2012 إلى عام 2020. أنشأ راموس إزكويردو مفهوم الكتب المقدسة التعددية.